# Ron Carroll
Ron Carroll (Chicago, 1968 –) amerikai énekes, lemezlovas, producer, művész. A house, a hiphop és az R&B zenei irányzatot követi.

## Pályafutása
Kisfiúként egyház kórusban énekelt. Tizenévesként rajongott a KISS együttesért. Szívesen táncolt, és tanulmányozta a DJ szakma rejtelmeit. Az 1980-as évek végén kezdett el énekelni egy olyan klubban, amit maga nyitott meg. 1993-ban adta ki első kislemezét My Prayer címmel. A lemez hangzása olyan volt, mintha prédikált volna, ezért nem aratott nagy sikert.
1994-ben kapott esélyt Louie Vegatól, hogy szövegeket írjon Barbara Tuckernek.
1996-ban találkozott Spero Pagos görög-amerikai producerrel, akivel megalapították a MOS (Ministers of Sound) produkciót a UC/Afterhours kiadóhoz. Ekkor megismerkedett az európai house zenével. A 2000-es években egyre több lemezt adott ki.

## Diszkográfia
- A New Day (1994)
- Lucky Star (2000)
- My Love (2001)
- Back Together Again (2004)
- I’m in Love (2008)
- What a Wonderful World (2008)